# 克韋韋爾納滕峰
73°31′S 3°53′W / 73.517°S 3.883°W
克韋韋爾納滕峰是南極洲的山峰，位於東部南極洲的毛德皇后地，屬於基爾萬海崖的一部分，該山峰根據挪威製圖師繪入地圖，現時受南極條約體系管理。